# 洪德元
洪德元（1937年1月14日—），男，安徽绩溪人，中国植物学家，中国科学院植物研究所研究员，中国科学院院士。

## 生平
1962年毕业于复旦大学生物系。1966年中国科学院植物研究所研究生毕业。1991年当选为中国科学院院士（学部委员）。